# Barbara Chamberlin
Barbara Chamberlin (* 1956) ist eine Sängerin aus Whitehorse im kanadischen Yukon-Territorium. Musikalisch bewegt sie sich zwischen Country, Soul, Blues und Pop. Im Laufe ihrer Karriere hat sie vier Alben veröffentlicht, von denen Of Ice And Men das bekannteste ist.

## Leben
Barbara Chamberlin wuchs in Maupin (Oregon) auf, einer Stadt mit 500 Einwohnern. Mit sieben Jahren begann sie mit dem Klavierunterricht. Ihr Vater war zugleich ihr Musiklehrer an der Schule. Nach ihrem Schulabschluss absolvierte sie am Lewis & Clark College in Portland ein vierjähriges Gesangsstudium. Sie schlug sich zunächst mit Gelegenheitsjobs durch, gab Musikunterricht und sang in Girl-Bands, was sie auch zu Auftritten nach Deutschland führte. Daneben trat sie als Solistin auf. Sie verfasst eigene Kompositionen und ist eine der Gründerinnen von Music Yukon und von Yukon Women in Music. Sie hatte 1994 eine Hauptrolle im Film Highway of Heartache in der Regie von Gregory Wild, für den sie auch die Musik schrieb. Aus dem Film formierte sich eine Band namens Wynona-Sue and the Turnpikes, die auch durch Europa tourte. 1997, nach dem Auseinandergehen ihrer Band Cover Girls, ließ sie sich in Whitehorse nieder, wo sie mit Pam, Phillips Bernie Phillips und Manfred Janssen die Band Agents of Chaos gründete. Ihr Album Sanctuary aus dem Jahr 2000 wurde für den West Coast Music Award nominiert. Sie gewann den British Columbia Festival of the Arts „Award of Excellence“ für Songwriting und belegte den dritten Platz beim John Lennon Songwriting Contest.
In einer zweijährigen Auszeit studierte sie Filmkomposition und Schauspiel an der University of British Columbia in Vancouver. 2005 übernahm sie in Whitehorse vertretungsweise die Chorleitung für den Whitehorse Community Choir und leitete ihn schließlich bis 2023. Daneben leitet sie zwei weitere Chöre, die Persephones und die Neptunes. Für das Frühjahr 2025 ist das Erscheinen eines neuen Albums angekündigt.

## Diskografie (Auszug)
- 2000: Sanctuary (Caribou Records)[6]
- 2004: Walking With Ghosts (Catwalk Entertainment)
- 2009: Of Ice and Men
- 2014: Boomerang Girl